# 溥泰
已革奉恩鎮國公溥泰（1848年8月25日—？），奉恩鎮國公載鋼第一子，母繼室鈕祜祿氏，其父為西敏，慎郡王系第七代。
他在道光二十八年七月（1848年）出生，同治七年十一月（1868年）受封一等輔國將軍，光緒八年四月（1882年）接替父親成為慎郡王第七代，但因為慎郡王並非世襲罔替的爵位，因此他的封爵只是奉恩鎮國公。
光緒九年三月（1883年）他因事被革去爵位，由次弟溥齡襲封慎郡王系第八代。